# Signo del psoas

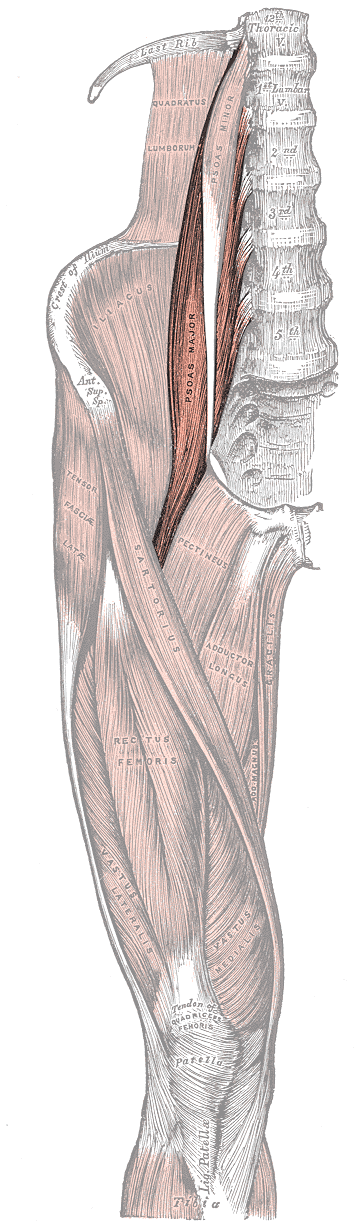
Músculo psoas mayor

El signo del músculo psoas es un signo que se encuentra durante la exploración física del abdomen y tiene gran importancia en pacientes con dolor abdominal agudo en quien se sospeche apendicitis. Se emplea el signo del psoas en conjunto con el punto de McBurney y el signo del rebote o Blumberg, siendo todos positivos si existe peritonitis.

## Maniobra
El propósito de la maniobra es hacer que el músculo psoas ilíaco roce el apéndice vermiforme inflamado. Para ello, el paciente debe estar acostado sobre su lado izquierdo: posición de decúbito lateral izquierdo. En esta postura, se le pide al paciente que extienda su pierna derecha en dirección hacia su espalda. Al hacerlo, el músculo psoas y los flexores de la cadera se estiran, rozando al apéndice inflamado, el cual está normalmente situado justo sobre el psoas ilíaco. Ese contacto intraabdominal resulta doloroso en la fosa ilíaca derecha en el llamado punto apendicular de McBurney, a unos 2/3 del recorrido diagonal desde el ombligo hasta la cresta ilíaca derecha.
Otra variante de la misma maniobra, hace que el examinador coloque su mano en oposición a la extensión de la pierna, en la parte posterior de la rodilla. Ello hará que el psoas se estire aún más. El principal sospechoso de un signo del psoas positivo es el apéndice vermiforme, aunque también es posible que otras enfermedades den un signo de psoas positivo, como los abscesos del músculo psoas.